# Dichlorvos
Le dichlorvos est un acaricide utilisé pour la conservation de céréales. Son usage est interdit en Europe et en Inde.

## Chimie
Son hydrolyse produit de l'acide diméthylphosphorique.

## Toxicité
Produit très toxique, le dichlorvos a été classé par l'EPA comme un produit cancérigène possible (groupe B2).

## Réglementation
La limite maximale de résidus (LMR) du dichlorvos a été passée de 2 mg·kg-1 à 0,01 mg·kg-1 de céréales selon la directive européenne du 9 novembre 2006. Ce nouveau seuil de détection revient à en interdire l’utilisation. La directive européenne est en vigueur depuis le 11 mai 2007 en France (transposition par arrêté du 26 avril 2007, JO du 15 mai). Attention la formule juridique cancérogène probable signifie en langage courant cancérogène certain cependant une poignée de personnes ne décèdent pas du cancer ce qui explique la formule ambigüe.
Au Canada, le Dichlorvos est partiellement interdit, pour les légumes, les plantes sous serre et les élevages, en août 2020, il reste autorisé pour les céréales, et les papiers collants.
Aux États-Unis, le Dichlorvos est partiellement interdit en 1995 en intérieur, c'est-à-dire habitations, commerces et usines, il reste autorisé pour tous les autres usages, y compris en intérieur s'il est fixé sur des papiers collants. La décision précise qu'il est prouvé depuis 1979 que le Dichlorvos est toxique et peut plonger dans le coma, étude présentée à la conférence de 1979 à Lyon, en France. Aussi qu'il est prouvé depuis 1989 que le Dichlorvos est un cancérogène certain, pour preuve les rats et souris qui en ingèrent développent immédiatement des tumeurs, les études ultérieures confirment cette étude ancienne. Une étude antérieure, de 1977 n'avait pas apporté de preuve. Les concentrations de Dichlorvos dans l'eau du robinet (dues aux épendages sur les céréales) sont la cause d'un cancer pour 100 000 habitant, ce qui ne justifie pas l'interdiction. Ce dernier chiffre ne tient aucunement compte du fait de manger les céréales contaminées, surtout qu'il arrive fréquemment que les denrées alimentaires soient pulvérisées d'insecticides après leur récolte et pendant leur transport.
En Inde, le Dichlorvos est interdit à partir du 31 décembre 2020, après une période d'écoulement des stocks de 2 ans. Cette interdiction pure et simple est importante car l'Inde est le premier exportateur mondial de riz.
Pour la Chine, premier exportateur mondial de noix, le Dichlorvos, serait « susceptible de se décomposer après avoir été appliqué, et sa durée résiduelle toxique est plus courte ». La Chine recommande la pulvérisation systématique de Dichlorvos sur le pommes, les agrumes, les raisins, le maïs, les pommes de terre, le soja, les tomates et le blé. Et occasionnellement sur les haricots, les cerises, le compost, les bovins, les choux, les volailles, les fleurs, les poubelles, les pelouses, les fleurs, les porcs, les choux-fleurs, les chevaux et les tomates. Enfin la Chine recommande ces pratiques à ses partenaires douaniers : Japon, Indonésie, Thaïlande, États-Unis, Brésil, Argentine, Nigéria, et Ghana.
Pour le Vietnam, premier exportateur mondial de cajou, le Dichlorvos n'est pas interdit.
Pour la Côte d'Ivoire, premier exportateur mondial de cacao, le Dichlorvos est interdit depuis mai 2008, vraisemblablement en alignement avec la directive européenne.
En France les produits contenant du dichlorvos ne peuvent plus être utilisés. Les détenteurs de ces produits sont responsables de leur élimination par des voies autorisées,.